# ハイチ地震 (2018年)
ハイチ地震（ハイチじしん）は、ハイチ時間（UTC-4）の2018年10月6日20時11分に、ハイチ共和国北西県ポールドペの北西約19km、トルチュ海峡を震央として発生した、モーメントマグニチュード (Mw) 5.9の地震である。この地震はハイチ国内で発生したものとしては、2010年のMw7.0以来の規模であった。

## 概要
震央である北西県を中心に人的・建物被害が報告されており、県都のポールドペで死者8人・負傷者135人、震央から南東約50kmのグウォ・モーンで死者4人、シャンソルムで死者1人、トルチュ島で死者1人が報告されている。また、また震央から約70km南東にあるプレザンスでは教会が損傷するなど、北県・アルティボニット県でも建物への被害が報告されている。この地震によって10月9日現在、死者17人・傷者420人以上が報告されている。
ハイチ大統領のジョブネル・モイーズは国民に対して「冷静さを保つよう」Twitterで国民に訴え、各地方で自治体当局が救援活動を開始したと伝えた。
ハイチはカリブプレートと北アメリカプレートとの境界に位置しており、地震活動が活発である。ハイチ北部では、平均変位速度約5mm/年で南側に沈み込む衝上断層の北イスパニョーラ断層や、平均変位速度約12mm/年で左横ずれ運動をしているセプテントリオナル断層が分布している。
1842年にはハイチ北部でセプテントリオナル断層を震源断層とするMs8.1の地震が発生し、ポールドペを中心に死者約5,300人の被害を出した。